# Lục bác

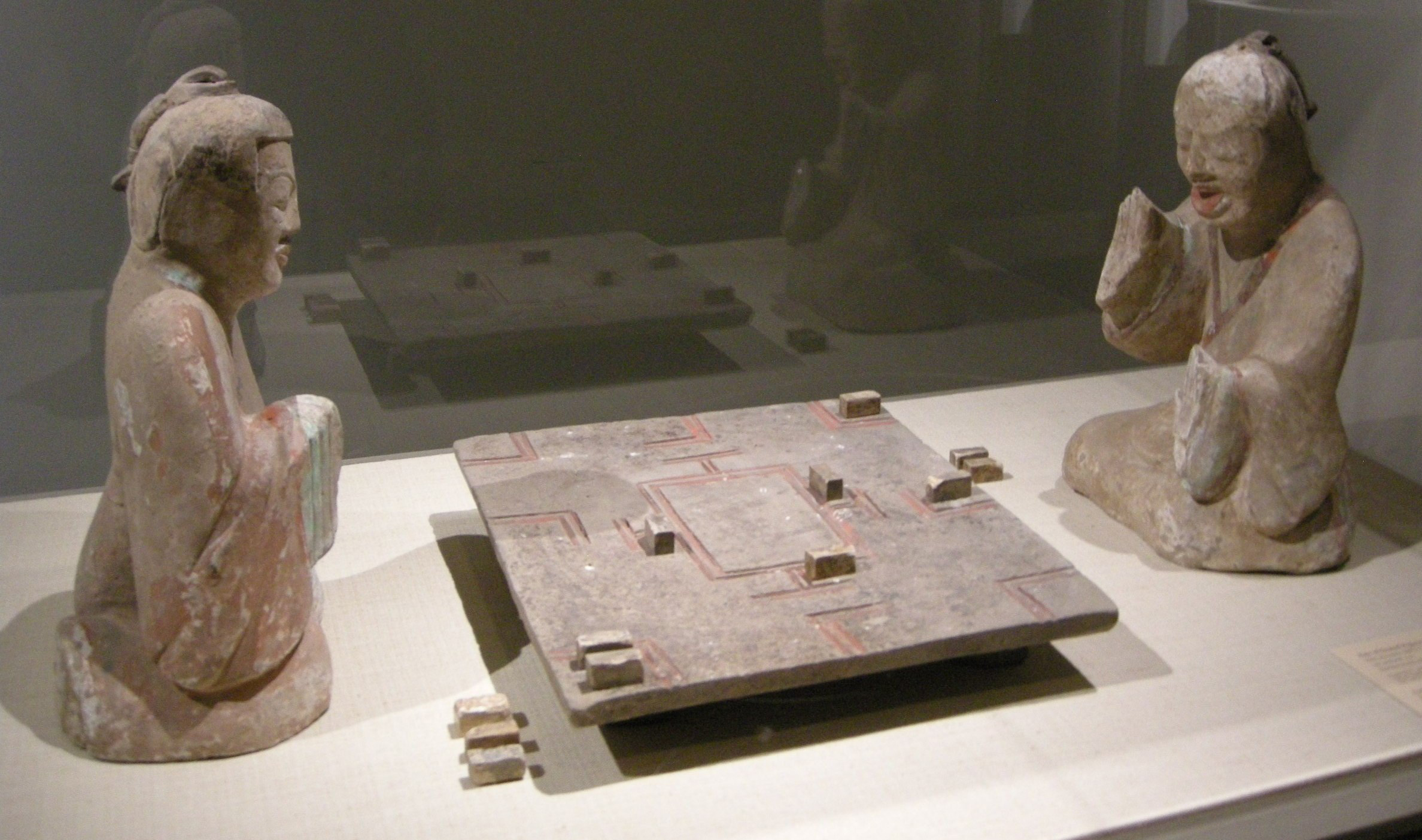
Bộ tượng táng hai hình nhân chơi Lục bác, thời Đông Hán (25–220).

Lục bác (tiếng Trung: 六博; bính âm: liù bó; Wade–Giles: liu po) là một trò chơi dạng cờ phổ biến của Trung Quốc thời cổ đại. Một số nghiên cứu cho rằng trò chơi này chủ yếu dành cho hai người chơi, theo đó mỗi người chơi lần lượt di chuyển sáu con cờ xung quanh các điểm đối xứng của một bàn cờ vuông dựa theo kết quả gieo sáu chiếc que, vốn được sử dụng như quân xúc xắc trong các trò chơi hiện đại.
Các nghiên cứu cho rằng trò lục bác xuất hiện trong lịch sử Trung Quốc muộn nhất vào thời Đông Chu và đặc biệt phổ biến trong thời Nhà Hán (202 TCN - 220). Tuy nhiên mức độ phổ biến của trò chơi này bắt đầu giảm sút từ sau thời Hán, có lẽ một phần là do sự thịnh hành của cờ vây, tới chỗ lục bác dần đi tới chỗ biến mất trong xã hội Trung Quốc. Gần đây nhờ vào những phát hiện khảo cổ từ các ngôi mộ thời Hán, trong đó có rất nhiều bộ tượng táng hình nhân chơi lục bác cũng như các bộ cờ lục bác, mà các chi tiết về trò chơi này mới bắt đầu được tìm hiểu trở lại.

## Lịch sử

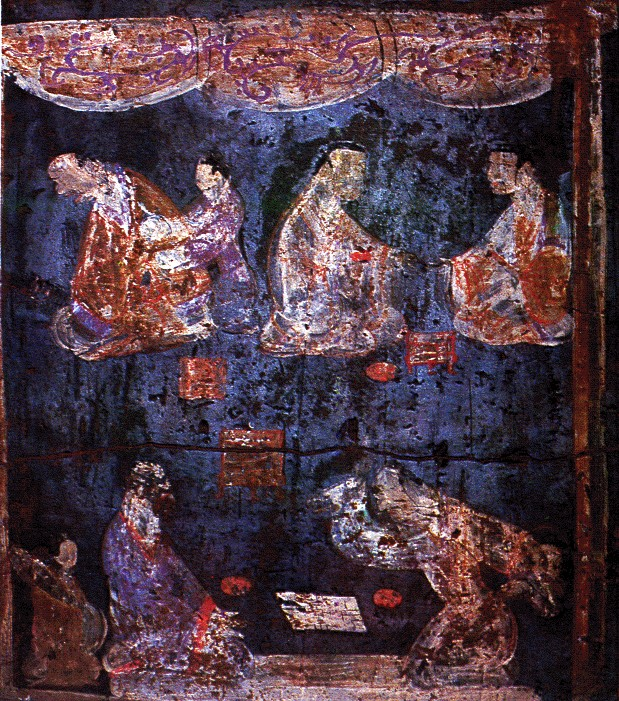
Tranh tường trong một ngôi mộ thời Hán ở Lạc Dương, Hà Nam mô tả hai người chơi lục bác, trong đó người chơi bên phải đang giơ tay như thể chuẩn bị gieo sáu que của trò này.

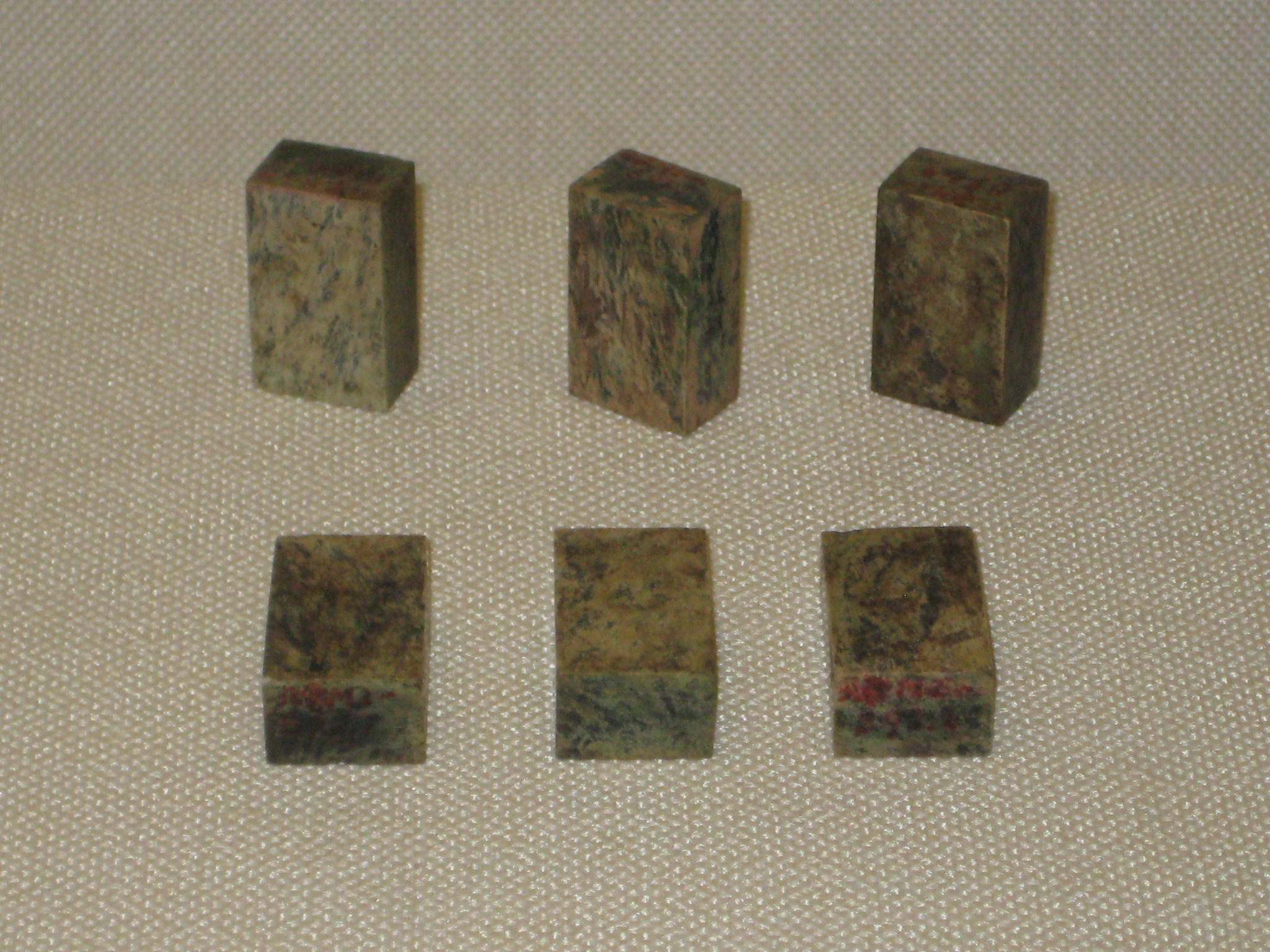
Sáu miếng ngọc đổi màu của trò chơi lục bác lấy từ lăng mộ vua Triệu Văn Đế nước Nam Việt (trị vì từ năm 137 TCN – 122 TCN).

Tuy người ta chưa tìm được nguồn gốc ra đời chính xác của trò lục bác, nhưng có thuyết cho rằng trò chơi này do Ô Tào (烏曹, hay Ô Trụ, 烏胄, theo sách Thuyết văn giải tự) trong triều đình vua Kiệt (trị vì từ 1728 TCN đến 1675 TCN) thời Hạ khởi xướng. Tuy nhiên cho tới nay người ta vẫn chưa tìm được bằng chứng khảo cổ hoặc cổ văn nào chứng tỏ rằng trò lục bác đã có mặt trong xã hội Trung Quốc thời Thương (1600 TCN – 1046 TCN). Người ta chỉ biết chắc chắn rằng các sử liệu Trung Quốc ghi nhận rằng trong thời Chiến Quốc (476 TCN – 221 TCN) lục bác đã là trò chơi rất phổ biến. Ví dụ, sách Sử ký của Tư Mã Thiên có dẫn lại một ghi chép thời Tề Tuyên công nước Tề (trị vì từ 319 TCN đến 301 TCN) rằng kinh đô Lâm Truy của nước Tề khi đó giàu có tới mức dân thành ai cũng có thể tham gia các hoạt động giải trí như chơi nhạc, chọi gà, đua chó, chơi lục bác và chơi thúc cúc. Lục bác cũng được nhắc tới trong bài thơ Chiêu hồn (招魂, khoảng thế kỷ 3 TCN) nằm trong tập Sở từ của Khuất Nguyên và Tống Ngọc. Hiện vật khảo cổ sớm nhất có liên quan tới trò lục bác là một bộ bàn cờ lục bác bằng đá chạm khảm khoảng thế kỷ 4 TCN được tìm thấy trong một khu mộ quý tộc nước Trung Sơn ở Bình Sơn, Hà Bắc.
Thời cực thịnh của trò lục bác là thời Hán, vốn được phản ánh qua một loạt phát hiện khảo cổ về các bộ cờ lục bác được dùng làm đồ tùy táng cho các ngôi mộ của giới quý tộc nhà Hán. Tượng táng bằng gốm hoặc gỗ hình người chơi lục bác cũng được tìm thấy trong một số ngôi mộ thời Hán. Trong các bức tranh tường trong những ngôi mộ thời Đông Hán (25 – 220) người ta cũng phát hiện nhiều hình minh họa người chơi lục bác, một số (trong các ngôi mộ được tìm thấy ở vùng Tứ Xuyên và Vân Nam) còn có những minh họa chi tiết về Tây Vương Mẫu trong đó có hình ảnh các vị tiên chơi lục bác trên đỉnh núi. Tuy nhiên bằng chứng khảo cổ cũng cho thấy rằng trò lục bác dần biến mất kể từ sau thời Hán, theo đó không có hiện vật khảo cổ nào liên quan tới lục bác được tìm thấy có niên đại muộn hơn thời Tấn (265–420). Tuy trò chơi này đôi khi vẫn được nhắc đến trong các sử liệu hoặc thi phẩm thời Đường (618–907), có lẽ trò chơi này đã phải nhường chỗ cho môn cờ vây. Tới thời Nguyên thì mọi kiến thức về trò lục bác đã hoàn toàn biến mất, mọi hiểu biết về trò chơi này hiện nay đều được suy đoán từ các phát hiện khảo cổ thời Trung Quốc hiện đại.
Không chỉ giới hạn trong phạm vi Trung Quốc, sử liệu cũng cho thấy rằng lục bác đã được phổ biến ra các quốc gia láng giềng. Ví dụ sách Cựu Đường thư chép lại rằng người Tây Tạng chơi cả lục bác và cờ vây, dù đến nay người ta chỉ có thể tìm thấy các hiện vật khảo cổ về cờ vây ở Tây Tạng. Phiên bản tiếng Trung của Kinh Đại Bàn Niết Bàn (大般涅槃經, Mahayana Mahaparinirvana Sutra cũng có nhắc tới lục bác, một bằng chứng cho thấy có khả năng trò chơi này đã được truyền tới Ấn Độ. Hoặc như giới quý tộc cung đình nhà Triệu của nước Nam Việt trong lịch sử Việt Nam cũng từng chơi lục bác, bằng chứng là các hiện vật khảo cổ liên quan đến trò chơi này khai quật được từ lăng mộ Triệu Văn Đế ở đồi Tượng Cương, thành phố Quảng Châu, Trung Quốc. Tuy nhiên tới nay người ta vẫn chưa tìm thấy hiện vật khảo cổ nào ở các nước láng giềng của Trung Quốc có liên quan tới lục bác.

## Liên hệ với cờ tướng

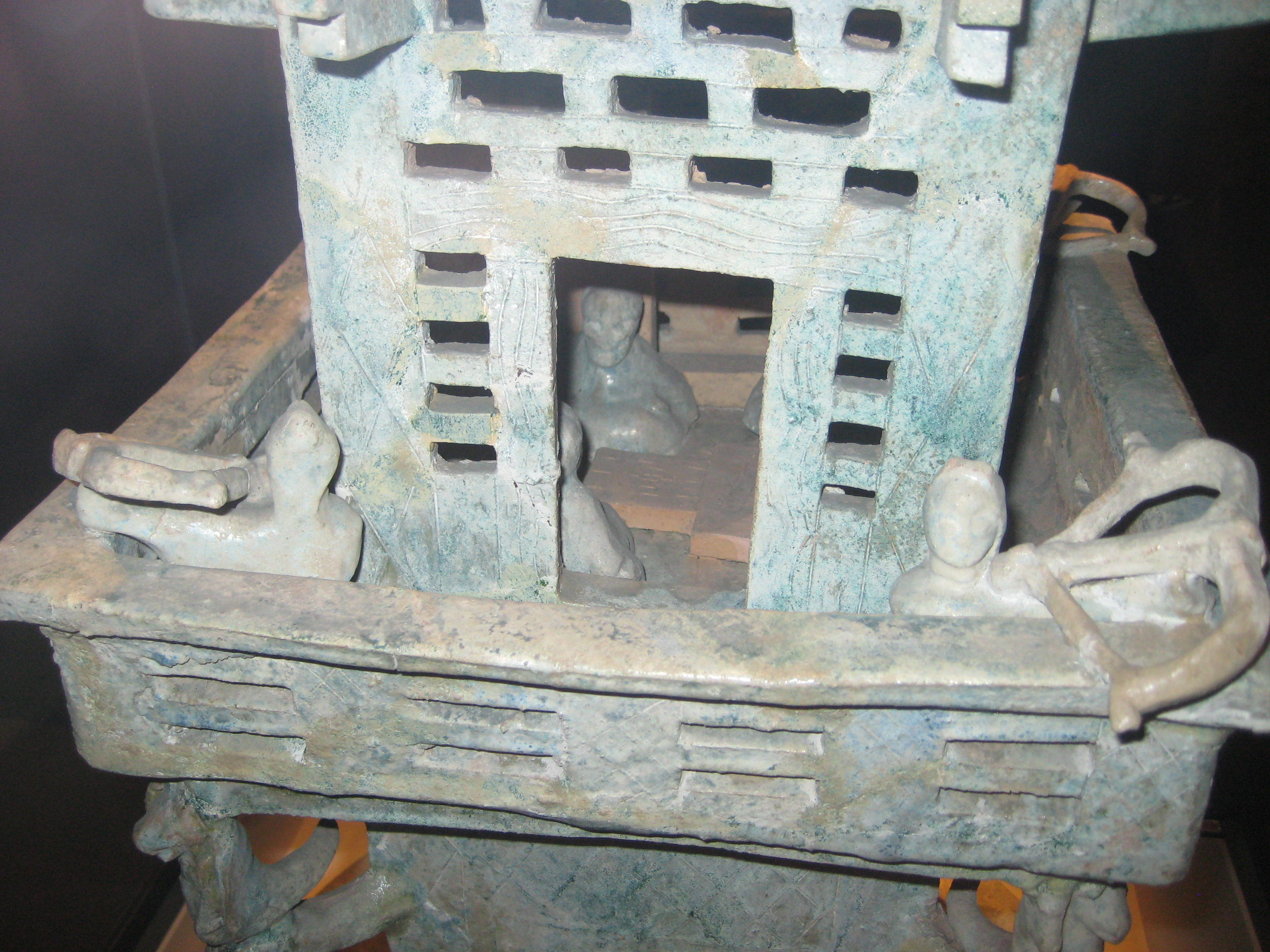
Hình người chơi lục bác bên trong một tháp gốm mộ táng thời Đông Hán.

Một số nhà nghiên cứu, đặc biệt là các nhà nghiên cứu Trung Quốc, đã đưa ra giả thuyết rằng môn cờ tướng bắt nguồn từ lục bác chứ không phải từ các môn cờ thuộc nhóm cờ vua. Một số khác thậm chí còn cho rằng chính lục bác sau khi được truyền từ Trung Quốc tới Ấn Độ trong thời Đông Tấn (317–420) đã phát triển thành môn cờ Ấn Độ Chaturanga, vốn được coi là nguồn gốc của cả cờ tướng và cờ vua hiện đại. Tuy nhiều nhà nghiên cứu phương Tây đã bác bỏ giả thuyết rằng cờ tướng hoặc các môn cờ tương tự có nguồn gốc từ lục bác, nhà nghiên cứu Jean-Louis Cazaux vẫn cho rằng rất có thể môn lục bác đã được chuyển hóa từ một môn cờ mang tính chạy đua sang một môn cờ mang tính đối đầu, và từ đó có thể môn cờ tướng đã được hình thành.

## Người chơi nổi tiếng
Sử liệu đã ghi lại một số nhân vật nổi tiếng đã chơi trò Lục bác như:
- Chu Mục vương (trị vì từ 977 TCN – 922 TCN). Mục thiên tử truyện (穆天子傳) ghi lại rằng Chu Mục vương đã chơi một ván lục bác với một ẩn sĩ kéo dài tới ba ngày.[12]
- Tống Mẫn công. Sử liệu ghi lại rằng năm 682 TCN Tống Mẫn công bị Nam Cung Vạn giết bằng một bàn cờ lục bác sau khi hai người tranh cãi trong một ván lục bác.[13]
- Ngụy An Ly vương nước Ngụy (trị vì từ 277 đến 243 TCN) và Tín Lăng quân (mất năm 243 TCN).[14]
- Kinh Kha (mất năm 227 TCN), người ám sát bất thành Tần Thủy Hoàng, vì tranh cãi với Lỗ Câu Tiễn (魯句踐) sau một nước lục bác mà phải bỏ đi.[15]
- Hán Cảnh Đế (trị vì từ 156 đến 141 TCN).[16]
- Lương Ký (mất năm 159). Sử liệu ghi lại rằng Lương Ký rất thích chơi lục bác.

Sử sách cũng ghi lại rằng Khổng Tử coi thường trò lục bác, trong sách Luận ngữ Khổng Tử cho rằng người chơi lục bác hay cờ vây chỉ khá hơn những người ăn không ngồi rồi, còn sách Khổng Tử gia ngữ chép lại rằng Khổng Tử cho rằng chơi lục bác là bắt nguồn của nhiều thói xấu.